# Egyed Péter

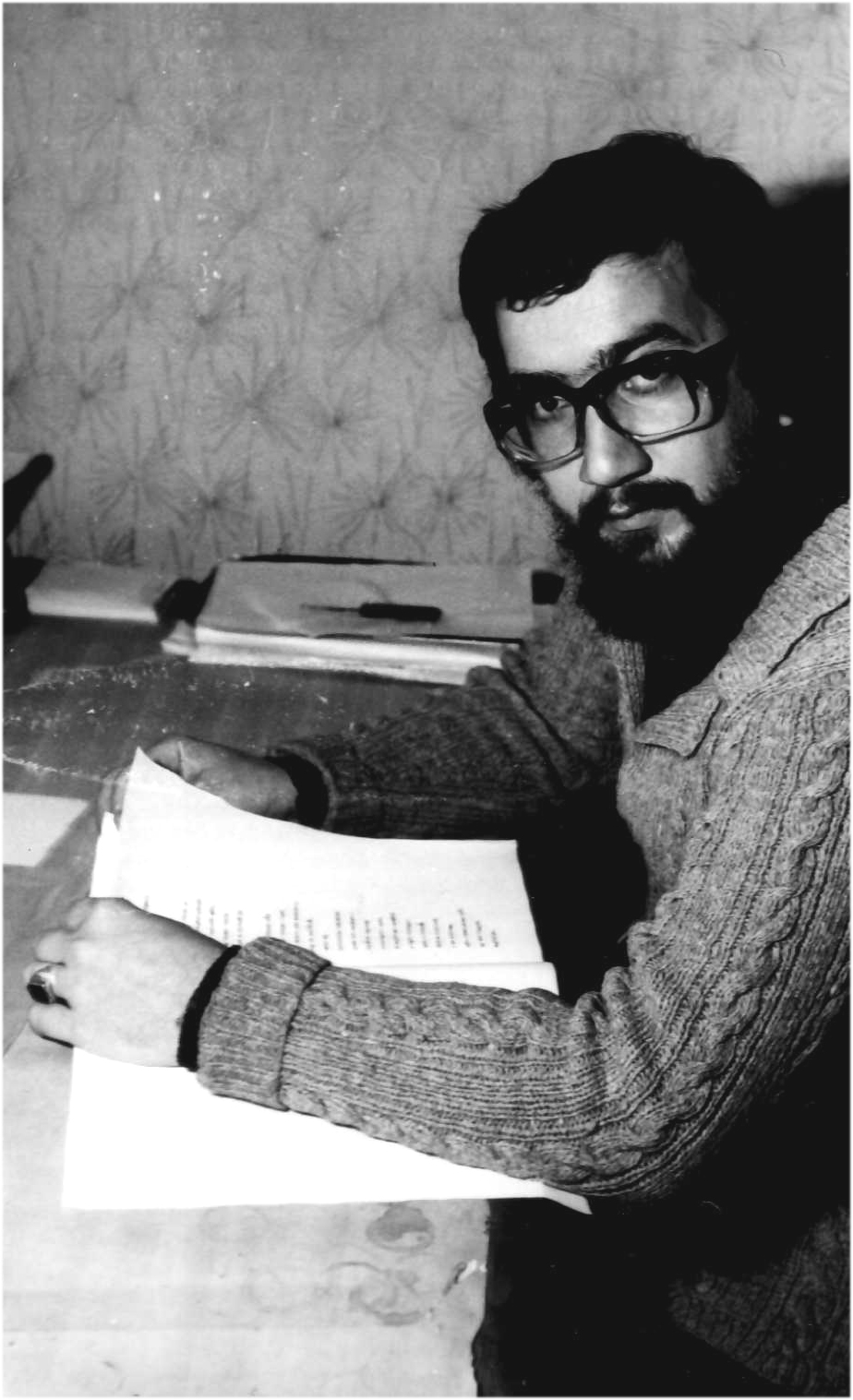
Fiatalon a Kriterion Kiadó szerkesztőségében (Csomafáy Ferenc felvétele)

Egyed Péter (Kolozsvár, 1954. április 6. – Kolozsvár, 2018. augusztus 2.) romániai magyar költő, író, filozófus és kritikus. Egyed Ákos fia, Egyed Emese bátyja.

## Életútja
Szülővárosában érettségizett, a kolozsvári egyetem filozófia szakán szerzett diplomát. Temesvárt tanított; később a Kriterion Könyvkiadó kolozsvári szerkesztője. 1973 óta közöl verset, kritikát, tanulmányt, főképpen az Echinoxban és a Korunkban. 1974–1978 között a kolozsvári diáklap magyar oldalainak felelős szerkesztőjeként működött. A parton lovashajnal című Forrás-kötetének (1978) tanúsága szerint líráját erős filozófiai hajlam, az emberi létkérdések s a konkrét itt-lét problémáinak párhuzamos láttatása jellemzi. Bírálatai, tanulmányai (amelyek közül kiemelkedik Bretter György Itt és mást című kötetéhez írott 1979-es bevezető tanulmánya) a filozofikum közösségi funkciója iránti érzékenységet és határozott kritikai magatartást mutatnak. Az irodalomszemiotika művelője.
A kortárs magyar irodalom és filozófia egyik legnagyobb hatású alkotója, a kolozsvári egyetem oktatója. 2009-től a kolozsvári Többlet. Filozófiai folyóirat (Erdélyi Magyar Filozófiai Társaság lapja) felelős szerkesztője.

## Kötetei (válogatás)

### Szépirodalom
- A parton lovashajnal; Kriterion, Bukarest, 1977 (Forrás)
- A szenvedés kritikája; Facla, Temesvár, 1980
- Búcsúkoncert. Versek; Kriterion, Bukarest, 1981
- Előzés hajtűkanyarban. Történetek változó idővel és kamerákkal; Kriterion–Szépirodalmi, Bukarest–Budapest, 1984
- A vadlúd őszi útja; Kriterion–Szépirodalmi, Bucureşti–Budapest, 1989
- Leopárdok éjszakája. Versek, mítoszok, 1981–1996; Kriterion, Bukarest–Kolozsvár, 1997
- Hattyúsörét; Pallas-Akadémia, Csíkszereda, 1999
- Madonnák, porban. Regény; Pallas-Akadémia, Csíkszereda, 2004
- 23 buborék. A Kurszk balladája; Pallas-Akadémia, Csíkszereda, 2007

### Tanulmányok
- Az ész hieroglifái; Kriterion–Regio, Bukarest–Budapest, 1993
- A jelen-létről; Komp-Press, Kolozsvár, 1997 (Ariadné könyvek)
- A szabadság a filozófiában; Pallas-Akadémia, Csíkszereda, 2003
- Szabadság és szubjektivitás. Filozófiai tanulmányok, esszék; Komp-Press–Korunk Baráti Társaság, Kolozsvár, 2003 (Ariadné könyvek)
- Látlelet. Tanulmányok, esszék Románia tizenöt évéről; Kalota, Kolozsvár, 2005
- Szellem és környezet. Filozófiai esszék és tanulmányok; Polis, Kolozsvár, 2010
- Irodalmi rosta. Kritikák, esszék, tanulmányok, 1976–2014; Polis, Kolozsvár, 2014
- Szellem és környezet 2. Filozófiai esszék és tanulmányok; Erdélyi Múzeum-Egyesület, Kolozsvár, 2018
- Válogatott versek; szerk. Fekete Vince; Székelyföld Alapítvány, Csíkszereda, 2020 (Székely könyvtár)

### Szerkesztés, fordítás
- John Stuart Mill: A szabadságról; bev., jegyz. Egyed Péter, ford. Papp Mária; Kriterion–Európa, Bukarest–Budapest, 1983 (Téka)
- Hajónapló Fiatal román költők antológiája; ford. Balla Zsófia et al.; Kriterion, Bukarest, 1990
- Cinzia Franchi: Occisio Gregorii in Moldavia Vodae tragedice expressa. Az erdélyi román iskoladráma kezdetei és forrásai; Pallas-Akadémia, Csíkszereda, 1997 (függelékben az Occisio Gregorii in Moldavia Vodae tragedice expressa és az A scolasticilor de la Blaj facere... c. iskoladrámák magyar szövege)
- A közösségről – a hagyományos, valamint a kommunitarista felfogásban; szerk. Egyed Péter; Scientia, Kolozsvár, 2005 (Sapientia könyvek)
- Interjú-triptichon. Bretter György filozófiája. Értelmezések, dokumentumok, visszaemlékezések; összeáll. Egyed Péter, Bretter György disszertációjának rekonstrukciója Angi István munkája; Pro Philosophia, Kolozsvár, 2007 (A magyar nyelvű filozófiai irodalom forrásai, 10.)
- Érték és történelem; szerk. Egyed Péter; Pro Philosophia, Kolozsvár, 2008 (Műhely)
- Európaiság és filozófia; szerk. Egyed Péter; Pro Philosophia, Kolozsvár, 2009 (Műhely)
- Kortárs magyar irodalom, 2001-2010. A gyergyószárhegyi írótalálkozók előadásai; szerk. Egyed Péter; Gyergyószárhegyi Kulturális és Művelődési Központ, Gyergyószárhegy, 2011
- Felvilágosodás, magyar századforduló. A VII. Hungarológiai Kongresszus filozófia szekcióinak előadásai; szerk. Egyed Péter; Erdélyi Múzeum-Egyesület, Kolozsvár, 2012
- John Knox: A skóciai reformáció története; ford. Egyed Péter, Gondáné Kaul Éva; Hetedik, Felsőörs, 2017 (Lux lucet in tenebris)